# Trèvol roig
El trèvol roig (Trifolium hirtum) és una planta herbàcia rastrera i teròfita de la família de les fabàcies.

## Descripció
Herba anual, que arriba a una alçada d'uns 40 centímetres, molt pilosa. Les tiges poden ramificar-se. Les fulles són alternes i trifoliolades. Cadascun dels folíols són ovalades en forma de tascó. Les flors són sentades i estan disposades densament en glomèruls terminals de 15 a 25 mil·límetres, amb un involucre a la seua base format per 4 estípules. El calze és densament vellós i zigomorf, amb una dent inferior i quatre superiors. El fruit és un llegum gruixut i groguenc que queda inclòs dins el calze. La floració es dona a la primavera (de maig a juliol).

## Distribució
Té un distribució mediterrània. Creix en pradells d'anuals sobre substrat silícic, en indrets secs. En terrenys secs i arenosos.
La trobem a les províncies de Barcelona, Girona i València.